# Italo Clerici
Italo Clerici (Parma, 1901 – Parma, 3 gennaio 1956) è stato un attore teatrale italiano.
Giulio Clerici (Parma, 1896 – Parma, 22 novembre 1959) è stato un attore teatrale italiano.

## Biografia
I fratelli Italo e Giulio Clerici, sono nati a Parma, in pieno quartiere Oltretorente, cuore della Parma popolare e proletaria. Di famiglia modesta, da sempre appassionati al teatro e alla recita. Nei primi anni '20, fondano in città La compagnia della Risata, una compagnia di teatro dialettale, con i Clerici registi e attori. Da li a poco inizia la collaborazione con il fotografo e attore Alberto Montacchini e dopo pochi anni entra nella compagnia l'attrice Emilia Magnanini(1896-19679, nome d'arte di Emilia Gabelli, che reciterà nei classici, nel teatro dialettale e al cinema). La compagnia dei Clerici oltre al teatro dialettale negli anni 30, lavora anche al Teatro Regio di Parma, nelle stagioni d'operetta, qua verra scoperto il talento di Bruno Lanfranchi, futuro attore teatrale e cinematografico. Dagli anni '20 agli anni '50 la compagnia divenne attività professionale e girò diverse regioni dell'Italia settentrionale. I Fratelli Clerici sono stati massimi esponenti del teatro dialettale parmigiano. Autori con lo pseudonimo di "Tespi" di diversi testi teatrali.
Con la fine della seconda guerra mondiale, i Clerici misero in scena nell’autunno del 1945 una rivista dal titolo “Benvgnuda libartè”(Benvenuta libertà)di Pitteri e Tespi con le musiche del M° Carlo Ratta.
Italo si spegne a Parma, il 3 gennaio del 1956, mentre Giulio muore a Parma il 22 novembre 1959. Sono sepolti nel Cimitero Monumentale della Villetta a Parma.
La città lì ha omaggiato di un viale che porta il loro nome. L'attività teatrale viene proseguita dalla Compagnia la Famija Pramzana, ereditata negli anni da Bruno Lanfranchi, Emilia Magnanini(1896-1979), Gigi Firgeri(1935-2012) ed Enrico Maletti, volto di 12TvParma.